# Código Gregoriano
El Código Gregoriano (Codex Gregorianus) es el título de una colección de constituciones (pronunciamientos legales) de los emperadores romanos durante un siglo y medio desde los años 130 al 290. Se cree que fue escrito alrededor de 291/4, pero se desconoce la fecha exacta. El Mosaicarum et Romanarum Legum Collatio aporta varios indicios de la formulación de las leyes y su datación en la década de 290.

## Historia

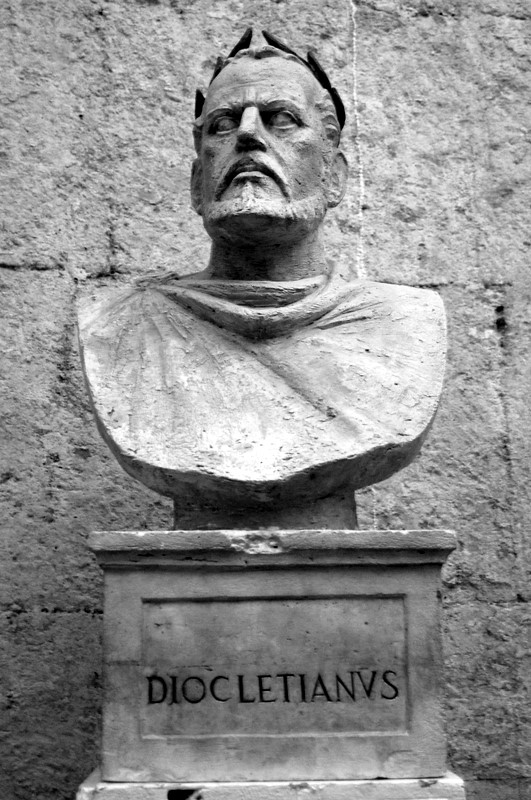
Busto moderno de Diocleciano en su palacio de Split, Croacia.

El Códice recibe su nombre de su autor, un tal Gregorius (o Gregorianus), de quien no se sabe nada con certeza, aunque se ha sugerido que actuó como magister libellorum (redactor de las respuestas a las peticiones) de los emperadores Carino y Diocleciano en los años 280 y principios de los 290. La obra no sobrevive intacta y gran parte de su forma original sigue siendo oscura, aunque a partir de las referencias y extractos supervivientes está claro que se trataba de una obra de varios libros, subdividida en títulos temáticos (tituli) que contenían una mezcla de rescriptos a peticionarios privados., cartas a funcionarios y edictos públicos, organizados cronológicamente. Las estimaciones de los estudiosos en cuanto al número de libros varían de 14 a 16, con la mayoría a favor de 15.

## Recepción
En los siglos IV y V, para aquellos que deseaban citar constituciones imperiales, el Codex Gregorianus se convirtió en una obra de referencia estándar, a menudo citada junto con el Codex Hermogenianus. Las primeras citas explícitas son del autor anónimo de Mosaicarum et Romanarum Legum Collatio, o Lex Dei, como también se la denomina, probablemente en la década de 390. A principios del siglo V, Agustín de Hipona cita el Código Gregoriano al hablar de los matrimonios adúlteros. Los más famosos, los Códigos Gregoriano y Hermogeniano se citan como modelo para la organización de las constituciones imperiales desde Constantino I, en la directiva que ordenó su recopilación en lo que se convertiría en el Codex Theodosianus, dirigida al senado de Constantinopla el 26 de marzo de 429, y redactada por el cuestor de Teodosio II, Antíoco Cuzon.
En la era posterior a Teodosio, ambos Códigos son citados como fuentes de constituciones imperiales por el autor anónimo de mediados del siglo V de la Consultatio veteris cuiusdam iurisconsulti (probablemente con sede en la Galia), se citan en referencias cruzadas marginales por un usuario de la Fragmenta Vaticana , y en notas de un curso de conferencias de la facultad de derecho oriental sobre el Ad Sabinum de Domicio Ulpiano.
En la era justiniana, el antecessor (profesor de derecho) Thalelaeus citó el Código Gregoriano en su comentario sobre el Codex Justinianus. En Occidente, algún tiempo antes de 506, ambos códices fueron complementados por un conjunto de notas aclaratorias (interpretaciones), que acompañan a sus versiones abreviadas en el Breviario de Alarico, y fueron citadas como fuentes en la Lex Romana Burgundionum atribuida a Gundebaldo, rey de los borgoñones (473–516).

## Eclipse
Los textos extraídos del Codex Gregorianus alcanzaron el estatus de fuentes autorizadas de la ley simultáneamente con el eclipse deliberado de la obra original por dos iniciativas de codificación del siglo VI. En primer lugar, la versión abreviada incorporada en el Breviario de Alarico, promulgada en 506, reemplazó explícitamente el texto completo original en toda la Galia visigoda y España. Luego, como parte del gran programa codificador del emperador Justiniano, formó un componente importante del Codex Justinianeus, que entró en vigor en su primera edición en los balcanes romanos y las provincias orientales en el año 529. Posteriormente, se extendió al norte de África latina, luego de su reconquista de los vándalos en 530, y luego a Italia en 554. Entonces, a mediados del siglo VI, el texto original del Código Gregoriano había sido olvidado en la mayor parte del mundo mediterráneo. Solo en la Galia merovingia y franca se siguieron explotando copias de la versión completa entre los siglos VI y IX, como atestiguan los apéndices a los manuscritos del Breviario.

## Legado

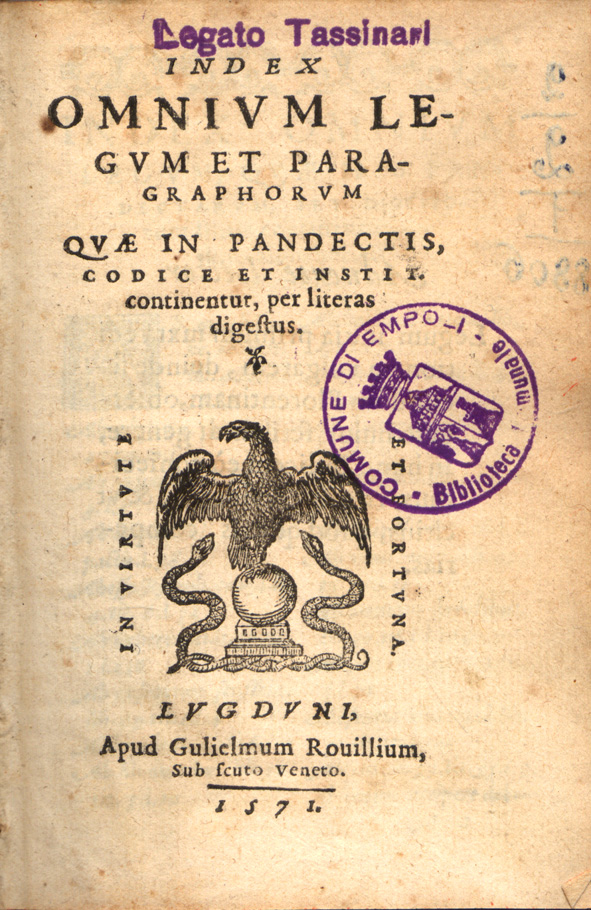
Índice alfabético del Corpus Juris, impreso en Lyon, 1571

Es debido a su empleo para el Codex Justinianeus que la influencia del trabajo de Gregorius todavía se percibe hasta el presente. Como tal, formaba parte del Corpus Juris Civilis de la tradición revivida del derecho romano medieval y moderno temprano. Este, a su vez, fue el modelo y la inspiración para los códigos de derecho civil que han dominado los sistemas europeos desde el Código Napoleón de 1804.

## Ediciones
No ha habido ningún intento de reconstrucción completa de todos los textos sobrevivientes que probablemente derivan del CG, en parte debido a la dificultad de distinguir con absoluta certeza las constituciones de Gregorio de las de Hermogeniano en el Codex Justinianeus a mediados de los años 290, donde parecen superponerse. Tony Honoré (1994) proporciona el texto completo de todos los rescriptos privados del período relevante, pero en una única secuencia cronológica, no según su posible ubicación en el CG. La edición más completa de CG sigue siendo la de Haenel (1837: 1–56), aunque solo incluyó textos explícitamente atribuidos a CG por autoridades antiguas y, por lo tanto, no citó el material de CJ, con el argumento de que solo se atribuyó implícitamente. Krueger (1890) editó el compendio visigodo de CG, con las interpretaciones que lo acompañan (pp. 224-33), y proporcionó una reconstrucción de la estructura del CG, excluyendo nuevamente el material del CJ (pp. 236–42), insertando el texto completo solo donde no aparecía en la Collectio iuris Romani Anteiustiniani. Rotondi (1922: 154–58), Scherillo (1934) y Sperandio (2005: 389–95) brindan solo una lista general de los títulos, aunque el último ofrece una concordancia útil con la edición de Lenel del Edictum Perpetuum. Karampoula (2008) fusiona las reconstrucciones de Krueger (1890) y Rotondi (1922) pero proporciona texto (incluidas las interpretaciones visigodas) en una versión griega moderna.

## Redescubrimiento
El 26 de enero de 2010, Simon Corcoran y Benet Salway del University College London anunciaron que habían descubierto diecisiete fragmentos de lo que creían que era la versión original del código.